# Неделчо Ралев
Неделчо Манолов Ралев е български политик, 55-и кмет на Бургас в периода 15 октомври 1949 – 30 октомври 1951 година.

## Биография
Роден е през 1911 г. в Малко Търново. След учредяването на народния съвет в Бургас става негов член, а по-късно и подпредседател на неговия Изпълнителен комитет. В периода 15 октомври 1949 – 30 октомври 1951 г. е председател (кмет) на ИК на Градския народен съвет. Умира в София.